# Xavier Chevrier
Xavier Chevrier (* 17. März 1990 in Aosta) ist ein italienischer Leichtathlet, der im Langstreckenlauf und im Berglauf an den Start geht.

## Sportliche Laufbahn
Erste internationale Erfahrungen sammelte Xavier Chevrier bei den Crosslauf-Europameisterschaften 2009 in Dublin, bei denen er in 19:57 min den 52. Platz im Juniorenrennen belegte. Zudem gewann er im selben Jahr bei den Berglauf-Europameisterschaften in Telfes im Stubai in 50:44 min die Silbermedaille im U20-Rennen und sicherte sich in der Teamwertung die Goldmedaille. Zudem siegte er bei den Berglauf-Weltmeisterschaften in Madesimo in 38:26 min im Juniorenrennen und gewann in der Teamwertung die Silbermedaille. Bei den Berglauf-Weltmeisterschaften 2012 in Ponte di Legno gewann er in der Teamwertung die Silbermedaille hinter dem Team aus Eritrea und im Jahr darauf belegte er bei den Berglauf-Europameisterschaften 2013 in Borowez in 58:01 min den vierten Platz im Einzelbewerb und sicherte sich in der Teamwertung die Goldmedaille. Bei den Berglauf-Europameisterschaften über die Langstrecke belegte er 2014 in 2:17:08 h den achten Platz und gewann mit dem Team die Silbermedaille hinter dem US-amerikanischen Team. Bei den Berglauf-Weltmeisterschaften 2015 in Betws-y-Coed gelangte nach 51:36 min auf den siebten Platz und gewann in der Teamwertung die Goldmedaille. 2016 startete er im Halbmarathon bei den Europameisterschaften in Amsterdam und landete dort nach 1:06:31 h auf dem 31. Platz. Anschließend wurde er bei den Berglauf-Weltmeisterschaften in Saparewa Banja in 1:05:50 h Zehnter und gewann in der Teamwertung die Silbermedaille hinter dem US-amerikanischen Team. Bei den Berglauf-Weltmeisterschaften 2017 in Premana belegte er in 55:47 min den sechsten Platz im Einzelbewerb und gewann mit dem Team die Silbermedaille hinter dem ugandischen Team. Bei den Berglauf-Weltmeisterschaften 2019 in Villa La Angostura gewann er mit dem Team die Bronzemedaille hinter Tschechien und den Vereinigten Staaten und 2021 belegte er bei den Berg- und Traillauf-Weltmeisterschaften in Chiang Mai in 50:03 min den achten Platz im Uphill Mountain und gewann in der Teamwertung die Goldmedaille. Zudem wurde er im Up and Downhill Mountain in 43:16 min 14. und gewann dort in der Teamwertung die Bronzemedaille hinter den Teams aus Uganda und Spanien. Bei den Berg- und Traillauf-Weltmeisterschaften 2023 um Innsbruck wurde er im Up and Downhill Mountain in 59:43 min Neunter und gewann in der Teamwertung die Silbermedaille hinter Kenia. Bei der Premiere der Straßenlauf-Europameisterschaften 2025 in Löwen wurde er in 1:03:33 h 17. im Halbmarathon und gewann in der Teamwertung die Bronzemedaille hinter den Teams aus Frankreich und Spanien.
In den Jahren 2015 und 2017 wurde Chevrier italienischer Meister im Berglauf.

## Persönliche Bestleistungen
- 10-km-Straßenlauf: 28:35 min, 12. Januar 2025 in Valencia
- Halbmarathon: 1:01:56 h, 16. Februar 2025 in Barcelona